# 1972-es magyar férfi vízilabda-bajnokság (első osztály)
Az 1972-es magyar férfi vízilabda-bajnokság a hatvanhatodik magyar vízilabda-bajnokság volt. A bajnokságban tíz csapat indult el, a csapatok két kört játszottak.

## Tabella
| #   | Csapat          | M  | Gy | D | V  | G+  | G- | P  |
| --- | --------------- | -- | -- | - | -- | --- | -- | -- |
| 1.  | OSC             | 18 | 13 | 3 | 2  | 101 | 73 | 29 |
| 2.  | Újpesti Dózsa   | 18 | 12 | 2 | 4  | 93  | 80 | 26 |
| 3.  | Ferencvárosi TC | 18 | 11 | 3 | 4  | 82  | 66 | 25 |
| 4.  | Vasas SC        | 18 | 7  | 7 | 4  | 75  | 67 | 21 |
| 5.  | Vasas Izzó      | 18 | 7  | 5 | 6  | 72  | 68 | 19 |
| 6.  | Bp. Honvéd      | 18 | 5  | 6 | 7  | 90  | 95 | 16 |
| 7.  | Egri Dózsa      | 18 | 5  | 5 | 8  | 86  | 94 | 15 |
| 8.  | Bp. Spartacus   | 18 | 3  | 6 | 9  | 58  | 77 | 12 |
| 9.  | BVSC            | 18 | 4  | 3 | 11 | 71  | 92 | 11 |
| 10. | Szolnoki Dózsa  | 18 | 0  | 8 | 10 | 76  | 90 | 8  |

* M: Mérkőzés Gy: Győzelem D: Döntetlen V: Vereség G+: Dobott gól G-: Kapott gól P: Pont
Az OSC bajnokcsapata: Gál Jenő, Kovács Károly, Bodnár András, Konrád Ferenc, Konrád Sándor, Hámori Miklós, Nemcsik Ferenc, Németh István, Koller Ákos, Sudár Attila, Szathmáry Gábor, Szívós István, Vindisch Kálmán, edző: Mayer Mihály
Az Újpesti Dózsa ezüstérmes csapata: Budai György, Gál Tamás, Horváth Bernát, Max Gábor, Csapó Gábor, Kosztolánczy György, Sárosi László, Császár György, Szittya Károly, Wolf Péter, edző: Mohácsi Attila
A Ferencváros bronzérmes csapata: Balla Balázs, Bányai Miklós, Debreczeni Zsolt, Füri Gábor, Gerendás György, Ipacs László, Kásás Zoltán, Kövecses Zoltán, Mikó Zoltán, Steinmetz János, Szellő Tamás, Wiesner Tamás, edző: Goór István
Vasas: Darida János, Faragó Tamás, Gajdosy Zoltán, Garcia Francisco, Görgényi István, Horváth Péter, Kiss Attila, Katona András, Laukó Pál, Mikó Sándor, Ölveczky Péter, Rusorán Péter, edző: Gyarmati Dezső
Vasas Izzó: Bobory György, Bodnár János, Füzessy Béla, Györe Lajos, Konrád Ede, Konrád János, Martin György, Martinovics György, Mátrahegyi László, Molnár György, Nagy Ferenc, Németh Gábor, Tibai János, Zsoldos János, edző: Kiss Egon
Bp. Honvéd: Dávid Gyula, Deák Gábor, Hauszler Károly, Hídvégi Sándor, Esztergomi Mihály, Fonó Péter, Kucsera Gábor, Molnár László, Papp Vilmos, Szeri Béla, Tóth Endre, Tóth Gyula, edző: Brandi Jenő
Egri Dózsa: Bolya László, Kácsor László, Katona József, Kelemen Attila, Kovács Tamás, Krajcsovics Csaba, Lutter István, Olajos László, Patkó József, Pócsik Dénes, Regős László, Rüll Csaba, Szász Sándor, edző: Pócsik Dénes
Bp. Spartacus: Albrecht Tamás, Borzi Miklós, Brinza István, Felkai László, György Sándor, Kemény Dénes, Lehoczky Boldizsár, Magas István, Molnár Endre, edző: Bolvári Antal
BVSC: Czigány Károly, Gém Zoltán, Gyenes József, Gyerő Csaba, Hecsey Pál, Horkai György, Juhász Károly, Németh László, Pálfy Sándor, Potyondi József, Togyeriska Imre, edző: Tátos Nándor
Szolnoki Dózsa: Cseh Sándor, Cservenyák Tibor, Kádár György, Kanizsa Tivadar, Kozák Tibor, Kulcsár Tamás, Pásztrai László, Pintér István, Urbán Lajos, Zámbó Lajos, edző: Kanizsa Tivadar

## A góllövőlista élmezőnye
| Hely | Gól | Játékos             | Csapat         |
| ---- | --- | ------------------- | -------------- |
| 1.   | 35  | Konrád Ferenc       | OSC            |
| 2.   | 33  | Dávid Gyula         | Bp. Honvéd     |
| 3.   | 27  | Pócsik Dénes        | Egri Dózsa     |
| 4.   | 25  | Martin György       | Vasas Izzó     |
| 5.   | 23  | Sárosi László       | Újpesti Dózsa  |
|      | 23  | Urbán Lajos         | Szolnoki Dózsa |
| 7.   | 20  | Kosztolánczy György | Újpesti Dózsa  |
| 8.   | 17  | Faragó Tamás        | Vasas          |
|      | 17  | Horkai György       | BVSC           |
|      | 17  | Pintér István       | Szolnoki Dózsa |